# Nezumia namatahi
Nezumia namatahi är en fiskart som beskrevs av Mccann och Mcknight, 1980. Nezumia namatahi ingår i släktet Nezumia och familjen skolästfiskar. Inga underarter finns listade i Catalogue of Life.